# Urosigalphus neomexicanus
Urosigalphus neomexicanus är en stekelart som beskrevs av Crawford 1914. Urosigalphus neomexicanus ingår i släktet Urosigalphus och familjen bracksteklar. Inga underarter finns listade i Catalogue of Life.